# Hoco de Koepcke
L'hoco de Koepcke (Pauxi koepckeae) és una espècie d'ocell de la família dels cràcids (Cracidae) que habita la selva humida de la zona dels Cerros del Sira a Huánuco, Perú central.

## Taxonomia
Era considerat una subespècie de Pauxi unicornis fins als treballs de Gastañaga et al 2011.